# Страна Саша
«Страна Саша» — молодёжная драма режиссёра Юлии Трофимовой, снятая кинокомпанией Vega Film по одноимённому роману о подростке из Санкт-Петербурга российского писателя Галы Узрютовой (написан в 2009 году, опубликован издательством «КомпасГид» в 2019 году). Мировая премьера фильма состоялась в феврале 2022 года на Берлинале — картина вошла в программу Generation 14+ 72-го Международного Берлинского кинофестиваля. Дата выхода в массовый прокат в России, Казахстане, Белоруссии — 14 июля 2022 года. Всероссийская премьера прошла в кинотеатре «Художественный» в Москве 10 июля 2022 г. В августе 2022 года состоялась онлайн-премьера фильма на киноплатформе START и в других онлайн-кинотеатрах (Premier, Okko и др.).

## Сюжет
Подросток Саша не может определиться, куда поступать, и избегает серьёзных отношений с девушками. В своей нерешительности он винит отца, бросившего его в раннем детстве. Но знакомство с необычной девушкой Женей и встреча с отцом заставляют подростка, как и его мать, боящуюся отпустить сына, повзрослеть.

## В ролях
| Актёр             | Персонаж           |
| ----------------- | ------------------ |
| Марк Эйдельштейн  | Александр          |
| Мария Мацель      | Евгения            |
| Евгения Громова   | София              |
| Дмитрий Ендальцев | Максим             |
| Алиса Тарасенко   | Елизавета          |
| Дарья Румянцева   | Нателла            |
| Максим Шпаковский | отец Саши          |
| Андрей Пермяков   | Николай, отец Жени |
| Вадим Пироженко   | Сотрудник МЧС      |

## Производство
Фильм «Страна Саша» снят по одноимённой young adult книге о подростке из Санкт-Петербурга, написанной российским автором Галой Узрютовой в 2009 году. Книга опубликована издательством «КомпасГид» в 2019 году (ISBN 978-5-00-083575-3).
В 2018 году книга вошла в шорт-лист премии интеллектуальной литературы Bookscriptor в номинации Young Adult.
В 2021 году книга вошла в список портала Burning Hut «22 книги, которые стоит включить в школьную программу по литературе».
Портал «Недоросль» включил повесть Галы Узрютовой в список 10 подростковых книг, по которым можно ставить спектакли.
В 2023 году книга выпущена в Южной Корее (싸샤라는 이름의 나라 («Страна по имени Саша»), перевод Кан Вангу, Издательство Sunest)).
Фильм «Страна Саша» снят в 2021 году российской кинокомпанией Vega Film.
Режиссёром фильма выступила Юлия Трофимова (фильмы «Комментатор», «Инсталайф»); продюсерами — Катерина Михайлова (Vega Film) и Константин Фам. В главных ролях фильма снялись Марк Эйдельштейн, Евгения Громова, Мария Мацель, Дарья Румянцева, Дмитрий Ендальцев и др. В качестве оператора-постановщика приглашен Егор Поволоцкий (Лос-Анджелес), художником-постановщиком стала Саша Антонова, композитором — Сергей Штерн (Лос-Анджелес).

Среди фильмов кинокомпании Vega Film, ориентированной на российское независимое авторское кино, — картины «Город уснул», «Близкие», «Конференция» и др.
Режиссёр Юлия Трофимова о фильме «Страна Саша»: «Я хотела бы исследовать тему совершеннолетия в России сегодня. С одной стороны, эта история универсальна, поскольку сегодня молодой человек поражён разнообразием выбора в жизни, причём до такой степени, что иногда выбор кажется невозможным. С другой стороны, часто подростки воспитываются матерями (без отцов), которые пережили сложные времена 90-х годов и хотят защитить своих детей от совершённых ими ошибок». 
Актер Марк Эйдельштейн, сыгравший роль Саши, о фильме: «Для меня это картина о новом поколении подростков, о моем брате. Когда я учился в школе, я хотел, как Холден Колфилд, ловить детей над пропастью во ржи. Когда мой отец учился в школе, он хотел стать космонавтом. Когда я спросил у 16-летнего брата, что он будет делать после школы, он ответил: „У самурая нет цели, только путь“. „Страна Саша“ — исследование о том, что поменялось, и фиксация того, что главным остаются человеческие взаимоотношения и чувства».

«С 13 лет я раз в год перечитываю роман Сэлинджера „Над пропастью во ржи“, он меня возвращает к себе. Увидев сценарий „Страны Саши“ и прочитав одноимённую повесть Галы Узрютовой, я почувствовал, что это мой шанс воплотить на экране героя, которого я люблю с детства, с похожими проблемами, однако в других обстоятельствах. Это честное, независимое кино». 

## Премьера
Мировая премьера фильма «Страна Саша» состоялась 15 февраля 2022 года на 72-м Международном Берлинском кинофестивале, где картина была показана в секции Generation.
Фильм вошёл в число 15 картин, отобранных в конкурсную программу фестиваля нового российского кино «Горький fest» (Нижний Новгород, 8-14 июля 2022 года). Также лента стала частью программы XVI Международного кинофестиваля им. Андрея Тарковского «Зеркало», который прошел с 22 по 27 июля 2022 года в Ивановской области. Лента стала фильмом закрытия Первого международного кинофестиваля дебютов Евразийского континента «Одна шестая» (Екатеринбург, 12-17 августа 2022 года). Фильм вошел в показы Программы российского кино (новое кино России) на 44-м Московском Международном Кинофестивале (сентябрь 2022 года), а также в программу показов 19-го Международного кинофестиваля стран Азиатско-Тихоокеанского региона во Владивостоке «Меридианы Тихого» (Pacific Meridian) (сентябрь 2022 года). Лента стала фильмом открытия 31-го Открытого фестиваля «Киношок» в Анапе (23-30 сентября 2022 г.). Фильм был включен в программу «Портрет поколения» IX Международного фестиваля-конкурса детского и юношеского кино «Киновертикаль» (3-7 октября 2022 года, Саратов). Лента вошла в программу 19-го кинофестиваля «Русское возрождение» (Russian Resurrection Film Festival) в Австралии в 2022 году (Сидней, Мельбурн, 28-30 октября). Картину показали на Дне российского кино в программе 28-го Минского международного кинофестиваля «Лiстапад» (4-11 ноября 2022, Минск). Фильм включен в программу «Территория солнца» VI Арктического Международного кинофестиваля «Золотой ворон» (28 ноября-11 декабря 2022 года, Анадырь). Также показ фильма прошел в кинотеатре Русского дома в Берлине (5 января 2023 г.). Лента вошла в конкурсную программу международного кинофестиваля «8 женщин», организованного Гильдией кинорежиссеров России (5-13 марта 2023 г., Москва).

## Отзывы
В рецензии на Forbes кинокритик Тимур Алиев назвал фильм «честным кино о современных подростках, детстве без отца и взрослении», добавив:
"…история лишена топорных нравоучений. Более того, режиссёр не позволяет — ни повествованию, ни диалогам героев — уходить в сторону двумерного черно-белого мира, обитатели которого находятся в поиске морального камертона в стиле «Что такое хорошо, что такое плохо (…) В своем полнометражном дебюте Юлия Трофимова не упускает возможности экспериментировать. Основанная на одноимённой повести Галы Узрютовой картина периодически ломает четвертую стену — герой Эйдельштейна, глядя прямо в камеру, зачитывает отрывки из литературного первоисточника (книга написана в формате беспрерывного монолога). В истории неимоверно много воздуха, герои периодически подолгу молчат — чего только стоит игра Саши и Жени в гляделки. Классический хронометраж 90 минут позволил режиссёру и раскрыть персонажей, и рассказать увлекательную историю, и оставить подвешенные „чеховские ружья“ — чтобы полнее проиллюстрировать превращение „мальчика в мужа“».
Кинокритик Егор Москвитин на портале Гёте-Институт Россия пишет: «Основанную на книге Галы Узрютовой „Страну Саша“, хочется верить, ждёт легкая прокатная судьба. Это воодушевляющее кино с ясным смыслом и лаконичным киноязыком, а главное, с подростковой энергией и свежими лицами. Обычный зритель, который его посмотрит, обязательно вспомнит собственное лето между школой и университетом. А профессиональный зритель захочет узнать команду фильма».
Ксения Рождественская в «Коммерсанте» назвала картину «самым нежным фильмом года», написав: «Юлия Трофимова говорит, что в последние лет 20 такие фильмы не снимали. Это правда: после „Питера FM“, где что-то невозможно милое побеждало в схватке с чем-то невероятно милым, Россия в кино была мрачной, ядовитой, фарсовой, жесткой, жалкой, безысходной, выхолощенной, гламурной, понтующейся. Отцы искали детей, спортсмены рвали жилы, матери уходили в себя, все пили и стучали по столу, а дети занимались своими делами, и школьные разборки всегда были для них важнее родительского спокойствия. Ничего хорошего. Вот оно, хорошее: Саша.(…) „Страна Саша“ не собирается идеализировать своих героев или, наоборот, подкидывать им нерешаемые проблемы, исследовать поколенческие конфликты, задавать поколению зумеров вопрос „какие у вас планы на будущее?“. Скорее фильм дает своим героям чуть отдохнуть перед тем, как начнется другая — взрослая — жизнь».

## Номинации и призы
- Конкурсная программа Generation 14+ 72-го Международного Берлинского кинофестиваля, Берлин, февраль 2022[40][41]
- Фестиваль нового российского кино «Горький fest», Нижний Новгород, июль 2022[23] — приз за лучшую женскую роль: Мария Мацель (роль Жени в фильме «Страна Саша»)[42]
- 19-й Международный кинофестиваль стран Азиатско-Тихоокеанского региона во Владивостоке «Меридианы Тихого» (сентябрь, 2022 года) — приз им. Юла Бриннера лучшему молодому российскому актёру: Марк Эйдельштейн (роль Саши в фильме «Страна Саша»)[43]
- В 2022 году лента вошла в лонг-лист Национальной Премии в области кинематографии «Золотой орел», учрежденной Национальной Академией кинематографических искусств и наук России, в номинациях «Лучший игровой фильм» и «Лучшая мужская роль в кино» (Марк Эйдельштейн, роль Саши)[44]
- Фильм вошел в семерку лучших российских картин 2022 года по версии онлайн-кинотеатра KION[45]
- Картина вошла в 10-ку лучших отечественных фильмов 2022 года по версии авторов OKKOLOKINO[46]
- Ленту включили в 10-ку лучших мелодрам 2022 года по версии РБК Life[47]
- Фильм вошел в 10-ку лучших российских фильмов 2022 года по версии портала Киноафиша[48]
- Картина включена в список 22-х лучших российских фильмов 2022 года по версии журнала «Правила жизни»[49]
- Приз «Дебют» IX Международного кинофестиваля «8 женщин» (2023), проводимого Гильдией режиссеров России[50]
- Лонг-лист Национальной кинопремии «Ника 2022—2023» Российской академии кинематографических искусств[51]
- Вошел в Топ 7 российских мелодрам, снятых после 1991 года: рейтинг составлен в 2024 году ко Дню российского кино киноканалом "Русский роман".[52]